# Tribunal de Última Instância (Macau)
O Tribunal de Última Instância (em chinês:  終審法院) é o órgão supremo encarregado de exercer o poder de julgamento em última instância da Região Administrativa Especial de Macau da República Popular da China.
Antes da transferência de soberania de Macau para a República Popular da China em 1999, o Tribunal Superior de Justiça de Macau era o mais alto órgão da hierarquia dos tribunais judiciais, que obteve a sua autonomia do distrito judicial de Lisboa, correspondente à jurisdição do Tribunal da Relação.
Ao abrigo da Lei Básica, o documento constitucional da região, Macau mantém a jurisdição legal anterior. No entanto, a competência de interpretação da Lei Básica em si, sendo parte da legislação nacional, é atribuída ao Comité Permanente da Assembleia Popular Nacional da China de acordo com a Lei Básica. Entretanto, o mesmo artigo delega este poder aos tribunais de Macau para interpretação do tratamento com os processos judiciais.

## Juízes
- Sam Hou-fai – presidente do Tribunal de Última Instância[6]
- Song Man Lei[6]
- José Maria Dias Azedo[6]